# Dark Messiah of Might and Magic
Dark Messiah of Might and Magic ist ein Computerspiel, das von den Firmen Arkane Studios und Floodgate Entertainment entwickelt und vom Vertriebspartner Ubisoft im Oktober 2006 in Europa veröffentlicht wurde. Eine Fassung für Xbox 360, die sich deutlich von der PC-Version unterscheidet, erschien im Februar 2008 mit dem Titel Dark Messiah of Might and Magic – Elements.
Als Spiel der Might-and-Magic-Reihe baut die Hintergrundgeschichte von Dark Messiah of Might and Magic auf den Ereignissen in Heroes of Might and Magic V und seinen beiden Erweiterungen auf. Das Spiel benutzt die Source Engine von Valve.

## Handlung
Die Vorgeschichte des Spiels zeigt einen Zauberer namens Sar-Elam, „der Siebte Drache“. Er sperrte alle Dämonen in ein magisches Verlies. Dieses war jedoch anfällig und der Dämonenlord schmiedete einen Plan, das Verlies zu sprengen. Im Laufe der Handlung erfährt man von einer Prophezeiung des sogenannten dunklen Messias, der das Gefängnis zu einem vorbestimmten Zeitpunkt zerschlagen soll.
Der Spieler übernimmt im Spiel die Rolle des jungen Lehrlings Sareth, eines Waisenkinds, das unter der Vormundschaft des Zauberers Phenrig steht. Zur Unterstützung beschwört Phenrig die Wächterin Xana, deren Geist mit dem des Protagonisten verschmolzen wird, so dass der Spieler sie selten zu Gesicht bekommt, aber als Hilfe leistende Stimme vernehmen kann. Phenrig sendet Sareth in die Stadt Steinhelm, um dem dort ansässigen Zauberer Menelag bei der Suche nach dem Schädel der Schatten, einem uralten Relikt des Siebten Drachen, zu helfen. Bei der Ankunft in der Stadt Steinhelm tobt eine Schlacht zwischen angreifenden Nekromanten und der Stadtwache, die die Angreifer mit Hilfe des Protagonisten auch zurückschlagen kann.
Bald darauf begibt sich Sareth mit Weggefährtin Leanna, einer Nichte und Schülerin Menelags, auf eine Insel, um den Schädel der Schatten zu holen. Sobald dies vollbracht ist, taucht der Antagonist Arantir auf, tötet den Protagonisten und entwendet ihm den Schädel. Seine Helferin Xana belebt ihn jedoch wieder und stattet ihn zusätzlich mit dämonischen Kräften aus.
Daraufhin begibt sich der Spieler in die Basis der Nekromanten um Arantir aufzuspüren. Dort wird auch Leanna gefangen gehalten, die man optional retten kann. In diesem Fall wird sie einen zentralen Konflikt des Spieles aufwerfen: Der zwischen den beiden „Begleiterinnen“ des Protagonisten. Leanna fordert Sareth dazu auf, sich in einem Tempel von seiner „dämonischen Natur“ zu befreien. Im Vorfeld hat Sareth durch zahlreiche Visionen und Träume erfahren, dass er der Sohn des Dämonenlords ist – der dunkle Messias – und dass Phenrig und Xana ihn lediglich benutzen wollten.
Nachdem Sareth, ohne Arantir aufspüren zu können, jedoch in Kenntnis seiner Pläne, ins von Nekromanten und deren Dienern verwüstete Steinhelm zurückkehrt und sich dort freiwillig Xana aus seinem Kopf entfernen lassen kann, begibt er sich in eine Nekropolis unter der Stadt. Dort findet er Arantir, tötet ihn und nimmt den Schädel der Schatten an sich. Dieser kann für die eigenen Zwecke genutzt werden und dazu dienen, den Vater des Protagonisten für immer wegzuschließen. Alternativ kann der Schädel zerstört und somit der Vater befreit werden.

## Spielprinzip und Technik

### Allgemein
Das gesamte Spiel wird in der Egoperspektive gespielt, diese ist jedoch deutlich weiter entwickelt als bei anderen Spielen bisher. Die Arkane Studios hatten bereits in Arx Fatalis die Egoperspektive um die Beine des Spielers erweitert. Bei Dark Messiah of Might and Magic wurde dies perfektioniert, was besonders auffällt, wenn der Spieler Leitern benutzt oder aus dem Wasser steigt. Die Zwischensequenzen werden auch in der Egoperspektive dargestellt, was zur besseren Identifikation des Spielers mit der Spielfigur beiträgt.
Der Spieler kann die Möglichkeiten der Spielphysik wesentlich stärker nutzen als in anderen Spielen bis dahin. So kann der Spieler durch das Bewegen von hängenden oder Werfen von losen Gegenständen Gegner schädigen. Neu ist außerdem die Möglichkeit, mit einem Tritt gegen gegnerische Figuren Abstand zu gewinnen, sie in einen Abgrund zu stürzen oder gegen spitze Gegenstände zu schleudern.

### Mehrspieler
Im Multiplayer-Modus werden im Gegensatz zum Solospiel Klassen verwendet: Bogenschütze, Zauberer, Priester, Dieb und Krieger. Die Spieler stehen sich dabei auf zwei Fantasy-Seiten (Menschen/Untote) gegenüber. Durch Töten eines Gegners sowie Erreichen eines Ziels (Flaggenpunkt einnehmen) werden Punkte vergeben, mit denen man während der Online-Sitzung aufsteigt. Ebenfalls verfügbar ist der Modus „Eroberung“, in denen die Level des Solospiels praktisch in Kurzform nachspielt werden und entweder in der Untoten-Hauptstadt oder in der der Menschen versucht wird den wichtigsten Flaggenpunkt als Endziel einzunehmen. Die Entwickler stellten den Multiplayer Support nach nur drei Monaten ein. Infolgedessen sind einzelne Klassen zueinander nicht perfekt ausbalanciert.

## Produktionsnotizen
Gegenüber der internationalen Version wurde das Spiel für den deutschen Markt geschnitten. Zeitgleich mit der zensierten Version wurde jedoch in Deutschland in geringer Stückzahl auch die Originalfassung veröffentlicht.  Für diese ging ein Antrag auf Indizierung bei der Bundesprüfstelle für jugendgefährdende Medien ein, dem jedoch nicht entsprochen wurde: Die Prüfer nahmen die im Spiel enthaltene Gewalt zur Kenntnis, würdigten aber auch die aufwendig gestaltete Fantasywelt und die sorgfältig erzählte Hintergrundstory.  Die unzensierte Fassung des Spiels erhielt daraufhin im zweiten Anlauf die USK-Einstufung Keine Jugendfreigabe, wurde aber in dieser Form bislang noch nicht veröffentlicht.

## Rezeption
Dark Messiah of Might and Magic erhielt vorwiegend positive Bewertungen. Metacritic aggregiert 44 Rezensionen zu einem Mittelwert von 72.

„[…] das Spiel ist jetzt im Großen und Ganzen ein Ego-Shooter mit Schwertern und etwas Magie sowie einer Umgebung, die zum Experimentieren einlädt.“

„Die Entwickler von Dark Messiah of Might and Magic haben offensichtlich ein magisches Händchen und dem Spieler ein echtes Highlight für das laufende Spieljahr 2006 beschert!“

Der Stern bezeichnete die Xbox-360-Fassung Elements im Gegensatz zu PC-Version als Enttäuschung in vielerlei Hinsicht. Nicht nur sei die Grafik deutlich schlechter, sondern auch das Gameplay unterscheide sich erheblich. So spielt man nicht den Hauptcharakter Sareth, sondern eine von vier Klassen, deren Fertigkeiten beim Stufenaufstieg automatisch zugeteilt werden.

### Auszeichnungen
- 2006: GameStar – Bestes Actionspiel